# María Eugenia Ríos
María Eugenia Ríos Romero (Ciudad de México, 4 de agosto de 1935-Ciudad de México, 1 de agosto de 2024) fue una actriz mexicana. 
Entre sus trabajos más destacados se encuentra su participación en las telenovelas Pablo y Elena (1963), El medio pelo (1966), Rubí (1968), Chucho el Roto (1968–1969), y Desencuentro (1997–1998).

## Biografía y carrera

### 1935-1954: primeros años
María Eugenia Ríos Romero nació el 4 de agosto de 1935 en la Ciudad de México, siendo hija de Roberto Ríos. Desde su infancia, sus hermanos se percataron de su gusto por el teatro, y ella misma declaró que se emocionaba al ver a los actores en el cine, siendo especialmente influenciada por su padre, un trabajador de los estudios Churubusco que solía llevarla a ella y a sus hermanos a su trabajo para que vieran como se realizaban las películas mexicanas. Gracias al empleo de su padre, tuvo una formación académica en algunos de los mejores colegios privados de la Ciudad de México, incluido el «Queen Mary», una institución dirigida por monjas, la cual Ríos abandonó cuando la directora se enteró de sus deseos por ser actriz, decidiendo no volver por la actitud que tomó la directiva de la escuela con ella.
Cuando le comunicó a su padre sus intenciones de estudiar actuación, este se negó y se opuso debido a su estricta forma de ser, al punto de dejarle de hablar. Sin embargo, al final aceptó, luego de condicionarla con dejarla estudiar dicha arte si también cursaba una carrera. En consecuencia, se preparó como secretaria bilingüe en la Universidad de Las Américas, A.C., de donde se graduó a los 17 años de edad, al mismo tiempo que tomaba clases de inglés y de actuación en el City College.

### 1954-2003: matrimonio y consagración artística
En 1954, inició su formación formal como actriz en la Academia de Andrés Soler, perteneciente a la Asociación Nacional de Actores (ANDA), lugar donde tuvo como profesores a Celestino Gorostiza, Salvador Novo, y Seki Sano. El mismo año, debutó como actriz en el Palacio de Bellas Artes, donde intervino en una obra del dramaturgo estadounidense Arthur Miller, a la que fue invitada por Sano. Dos años después, en 1958, fue contactada por Fernando Soler para invitarla a realizar una gira teatral, en la que conoció al actor Óscar Morelli; dicho por ella, ambos se enamoraron a primera vista, y posteriormente, se casaron el 2 de junio del mismo año. Juntos procrearon cuatro hijos: Gustavo, María Eugenia, y los actores Óscar Bonfiglio y Andrés Bonfiglio Ríos. En 1956, hizo su debut en el cine en el año en que concluyó la Época de Oro del cine mexicano, apareciendo con un papel secundario en la película Locura pasional. En 1962, debutó en televisión con las telenovelas La herencia y Penumbra. Seguidamente, decidió continuar trabajando para producciones similares en el transcurso de la década de 1960, destacando por proyectos telenovelescos como Pablo y Elena de 1963, El medio pelo de 1966, Anita de Montemar de 1967, Rubí de 1968, y Chucho el Roto, en la que actuó de 1968 a 1969. De esta última, se desprendió una franquicia de películas en torno al bandido mexicano Chucho el Roto, personificado por Manuel López Ochoa, con las que consagró su carrera al interpretar el papel de Guadalupe Arriaga en La vida de Chucho el Roto, Yo soy Chucho el Roto, y Los amores de Chucho el Roto, las tres películas de 1970, y la saga terminó un año después con El inolvidable Chucho el Roto, de 1971. En ese último año, se dedicó arduamente a la filantropía, apoyando a diversas organizaciones en pro de la humanidad, destacando por fundar el grupo Rosa Mexicano, la Estancia Infantil Dolores del Río ANDA junto a Dolores del Río, Carmen Montejo, Alicia Montoya, Yolanda Mérida, y María Elena Marqués, la fundación de la comisión femenina de la ANDA, y se incorporó al grupo de Madres Sustitutas, de la Casa Hogar de Coyoacán, donde ayudó a la crianza de niños huérfanos.
Once años después, en 1982, Ríos alcanzó la etapa más alta de su carrera artística, luego de hacer una breve aparición como actriz secundaria en  Missing, una cinta estadounidense en la que compartió créditos con Jack Lemmon y Sissy Spacek. Más tarde, continuó haciendo cine actuando en títulos conocidos como Pero sigo siendo el rey de 1988, Morros desmadrosos	de 1989, Triste juventud de 1990, y su filme final, Ataque salvaje de 1995. A la postre, finalizó su filmografía en televisión con participaciones en telenovelas y series como Cañaveral de pasiones y  La culpa de 1996, Desencuentro de 1997 a 1998, Mujer, casos de la vida real de 1997 a 2001, y Carita de ángel de 2000 a 2001.

### 2003-2022: trabajos posteriores y retiro
En 2003, regresó al teatro con la obra Madame Curie, en la que fue dirigida por su esposo Óscar Morelli. Dos años después, y luego de 47 años de matrimonio, Morelli falleció en 2005 a causa de una falla pulmonar. Este hecho fue muy impactante en su vida, por lo que el mismo año, se retiró del mundo artístico; no fue sino hasta 2014 que volvió a reaparecer, para nuevamente formar parte de la obra Madame Curie, en la que estuvo por una breve temporada en homenaje a su trayectoria de 60 años, antes de retirarse otra vez y abandonar la vida pública por completo.
Gracias a su carrera y a sus aportaciones a causas humanitarias, en 2022, recibió el Premio Gobe en reconocimiento a las mujeres líderes, el cual fue recogido por la actriz Marta Zamora en representación suya, ya que ella no pudo asistir a la premiación.

## Muerte
El 1 de agosto de 2024, Ríos falleció en la Ciudad de México a los 88 años de edad.

## Filmografía

### Cine
| Año  | Título                        | Papel                 | Notas                                               |
| ---- | ----------------------------- | --------------------- | --------------------------------------------------- |
| 1956 | Locura pasional               | María                 |                                                     |
| 1963 | Los signos del zodiaco        | Estela                |                                                     |
| 1965 | El juicio de Arcadio          | Personaje desconocido |                                                     |
| 1970 | La vida de Chucho el Roto     | Guadalupe Arriaga     |                                                     |
| 1970 | Yo soy Chucho el Roto         | Guadalupe Arriaga     |                                                     |
| 1970 | Los amores de Chucho el Roto  | Guadalupe Arriaga     |                                                     |
| 1971 | El inolvidable Chucho el Roto | Guadalupe Arriaga     |                                                     |
| 1982 | Missing                       | Mrs. Duran            | Acreditada como M.E. Rios Producción estadounidense |
| 1982 | El naco más naco              | Personaje desconocido |                                                     |
| 1988 | Pero sigo siendo el rey       | Personaje desconocido |                                                     |
| 1989 | Morros desmadrosos            | Personaje desconocido |                                                     |
| 1990 | Triste juventud               | Personaje desconocido |                                                     |
| 1995 | Ataque salvaje                | Personaje desconocido |                                                     |

### Televisión
| Año       | Título                       | Papel                                    | Notas            |
| --------- | ---------------------------- | ---------------------------------------- | ---------------- |
| 1962      | La herencia                  | Personaje desconocido                    |                  |
| 1962      | Penumbra                     | Personaje desconocido                    |                  |
| 1963      | La familia Miau              | Personaje desconocido                    |                  |
| 1963      | Eugenia                      | Personaje desconocido                    |                  |
| 1963      | Pablo y Elena                | Personaje desconocido                    |                  |
| 1964      | La intrusa                   | Personaje desconocido                    |                  |
| 1964      | Central de emergencia        | Personaje desconocido                    |                  |
| 1964      | La doctora                   | Personaje desconocido                    |                  |
| 1966      | El medio pelo                | Personaje desconocido                    |                  |
| 1966      | La sombra del pecado         | Personaje desconocido                    |                  |
| 1967      | Felipa Sánchez, la soldadera | Elvira                                   |                  |
| 1967      | Anita de Montemar            | Ofelia                                   |                  |
| 1968      | Destino la gloria            | Blanca                                   |                  |
| 1968      | Rubí                         | Cristina Pérez Carvajal, hermana de Rubí |                  |
| 1968–69   | Chucho el Roto               | Guadalupe Arriaga                        |                  |
| 1970      | La Constitución              | Sara Pérez Romero                        |                  |
| 1970      | El Dios de barro             | Personaje desconocido                    |                  |
| 1971      | El amor tiene cara de mujer  | Consuelo viuda de Suárez                 |                  |
| 1972      | Me llaman Martina Sola       | Personaje desconocido                    |                  |
| 1974      | Ana del aire                 | Inés                                     |                  |
| 1976      | Mañana será otro día         | Esperanza                                |                  |
| 1979      | Bella y bestia               | Personaje desconocido                    |                  |
| 1979      | Julia                        | Personaje desconocido                    |                  |
| 1979      | Una mujer marcada            | Gloria                                   |                  |
| 1980      | Querer volar                 | Dolores                                  | Miniserie        |
| 1988      | Encadenados                  | Natalia                                  |                  |
| 1989      | Lo blanco y lo negro         | Raymunda                                 |                  |
| 1993      | María Mercedes               | Directora del reformatorio               |                  |
| 1995      | Bajo un mismo rostro         | Madre Esperanza                          |                  |
| 1996      | Cañaveral de pasiones        | Amalia de Aldapa                         |                  |
| 1996      | La culpa                     | Lolita                                   |                  |
| 1997–98   | Desencuentro                 | Queta                                    |                  |
| 1997–2001 | Mujer, casos de la vida real | Varios personajes                        | Cuatro episodios |
| 2000–2001 | Carita de ángel              | Esperanza Ortiz                          |                  |